# 800 mètres nage libre masculin aux Jeux olympiques d'été de 2024
Cet article traite de l'épreuve masculine. Pour la compétition féminine, voir 800 mètres nage libre féminin aux Jeux olympiques d'été de 2024.
Navigation
Tokyo 2020 Los Angeles 2028
Le 800 mètres nage libre masculin est une épreuve de natation des Jeux olympiques d'été de 2024 qui a lieu les 29 et 30 juillet 2024 à la Paris La Défense Arena. 

## Médaillés
| Or                  | Or            | Argent             | Argent        | Bronze                     | Bronze        |
| Daniel Wiffen (IRL) | 7 min 38 s 19 | Robert Finke (USA) | 7 min 38 s 75 | Gregorio Paltrinieri (ITA) | 7 min 39 s 38 |

## Records
Avant cette compétition, les records dans cette discipline étaient :
| Record du monde  | 7:32.12 | Zhang Lin                | 29 juillet 2009 | Rome, Italie |
| Record olympique | 7:41.28 | Mykhailo Romanchuk (UKR) | 27 juillet 2021 | Tokyo, Japon |

## Calendrier
| Date             | Horaire | Manche |
| ---------------- | ------- | ------ |
| Lundi 29 juillet | 11 h 00 | Séries |
| Mardi 30 juillet | 20 h 30 | Finale |

## Résultats détaillés
Les huit meilleurs temps se qualifient pour la finale (F).
| Rang | Série | Ligne | Athlète              | Pays        | Temps         | Remarque |
| ---- | ----- | ----- | -------------------- | ----------- | ------------- | -------- |
| 1    | 4     | 5     | Daniel Wiffen        | Irlande     | 7 min 41 s 53 | F        |
| 2    | 3     | 2     | Ahmed Jaouadi        | Tunisie     | 7 min 42 s 07 | F        |
| 3    | 3     | 3     | Gregorio Paltrinieri | Italie      | 7 min 42 s 48 | F        |
| 4    | 4     | 3     | Elijah Winnington    | Australie   | 7 min 42 s 86 | F        |
| 5    | 3     | 4     | Robert Finke         | États-Unis  | 7 min 43 s 00 | F        |
| 6    | 3     | 5     | Sven Schwarz         | Allemagne   | 7 min 43 s 67 | F        |
| 7    | 3     | 7     | Luca De Tullio       | Italie      | 7 min 44 s 07 | F        |
| 8    | 2     | 8     | David Aubry          | France      | 7 min 44 s 59 | F        |
| 9    | 4     | 4     | Samuel Short         | Australie   | 7 min 46 s 83 |          |
| 10   | 3     | 8     | Fei Liwei            | Chine       | 7 min 47 s 11 |          |
| 11   | 2     | 4     | Kuzey Tunçelli       | Turquie     | 7 min 47 s 29 | NR       |
| 12   | 4     | 6     | Florian Wellbrock    | Allemagne   | 7 min 47 s 91 |          |
| 13   | 1     | 6     | Felix Auböck         | Autriche    | 7 min 48 s 49 |          |
| 14   | 2     | 7     | Zalán Sárkány        | Hongrie     | 7 min 48 s 90 |          |
| 15   | 4     | 2     | Luke Whitlock        | États-Unis  | 7 min 49 s 26 |          |
| 16   | 3     | 1     | Victor Johansson     | Suède       | 7 min 49 s 47 |          |
| 17   | 3     | 6     | Mykhailo Romanchuk   | Ukraine     | 7 min 49 s 75 |          |
| 18   | 1     | 3     | Carlos Garach        | Espagne     | 7 min 50 s 07 |          |
| 19   | 1     | 7     | Lucas Henveaux       | Belgique    | 7 min 51 s 51 | NR       |
| 20   | 4     | 7     | Guilherme Costa      | Brésil      | 7 min 54 s 41 |          |
| 21   | 4     | 8     | Zhang Zhanshuo       | Chine       | 7 min 54 s 44 |          |
| 22   | 1     | 5     | Ilia Sibirtsev       | Ouzbékistan | 7 min 56 s 67 |          |
| 23   | 2     | 3     | Pacome Bricout       | France      | 7 min 57 s 32 |          |
| 24   | 2     | 2     | Jon Jøntvedt         | Norvège     | 7 min 59 s 16 |          |
| 25   | 2     | 1     | Henrik Christiansen  | Norvège     | 8 min 0 s 55  |          |
| 26   | 2     | 5     | Dimitrios Markos     | Grèce       | 8 min 1 s 37  |          |
| 27   | 4     | 1     | Marwan El-Kamash     | Égypte      | 8 min 7 s 00  |          |
| 28   | 1     | 2     | Nguyễn Huy Hoàng     | Viêt Nam    | 8 min 8 s 39  |          |
| 29   | 2     | 6     | Alfonso Mestre       | Venezuela   | 8 min 12 s 03 |          |
| 30   | 1     | 4     | Vlad Stancu          | Roumanie    | 8 min 20 s 78 |          |
| 31   | 1     | 1     | Théo Druenne         | Monaco      | 8 min 25 s 01 |          |

| Rang                                | Ligne | Athlète              | Pays       | Temps         | Remarque |
| ----------------------------------- | ----- | -------------------- | ---------- | ------------- | -------- |
| Médaille d'or, Jeux olympiques      |       | Daniel Wiffen        | Irlande    | 7 min 38 s 19 | OR, ER   |
| Médaille d'argent, Jeux olympiques  |       | Robert Finke         | États-Unis | 7 min 38 s 75 |          |
| Médaille de bronze, Jeux olympiques |       | Gregorio Paltrinieri | Italie     | 7 min 39 s 38 |          |
| 4                                   |       | Ahmed Jaouadi        | Tunisie    | 7 min 42 s 83 |          |
| 5                                   |       | Sven Schwarz         | Allemagne  | 7 min 43 s 59 |          |
| 5                                   |       | David Aubry          | France     | 7 min 43 s 59 |          |
| 7                                   |       | Luca De Tullio       | Italie     | 7 min 46 s 16 |          |
| 8                                   |       | Elijah Winnington    | Australie  | 7 min 48 s 36 |          |